# Faruk İremet
Faruk Iremet, né en 1965 à Siverek en Turquie orientale, est un auteur et journaliste suédois-zazaish et turc. Il écrit pour des magazines zazaish, turcs et suédois et a édité des collections de poésies en zazaish, turc et suédois. Faruk est arrivé en Suède en 1986 et a obtenu un diplôme d'économie. Il a également une maison d'édition et est membre dans l'association des auteurs de la Suède.

## Biographie
Faruk Iremet est né en 1965 dans la ville de Siverek en Turquie du sud-est. Il a poursuivi ses études à Diyarbakır. En 1982, il a commencé à travailler à l'YSE (route, eaux et élém. élect.) comme secrétaire des syndicats. En 1983, il a commencé à étudier les sciences économiques à l'université d'Eskişehir. En même temps, il a commencé à travailler comme professeur dans le village de Sati près de Diyarbakir. Ses poésies et articles ont été édités dans différents magazines. En 1985, le conseil de l'éducation interdit à Iremet de poursuivre son enseignement en raison des lois sur la sécurité du pays. Il a commencé à écrire davantage.
En 1986, il est venu en Suède. En 1988, il a commencé à travailler dans les industries nobles comme opérateur. En 1989, il a fondé la maison d'édition SUK. Faruk Iremet a édité ses poésies et articles également en suédois dans Falköpings Tidning, Folket I Bild et Snäckan. Il a également été membre des bureaux éditoriaux de différents magazines. En 1994, il a arrêté SUK et a fondé la maison d'édition Iremet. En 1995, il a commencé, avec quelques amis, le premier magazine de langue zazaki - KORMIŞKAN-Bülten - où il était le rédacteur en chef. Le magazine a été arrêté après six numéros pour raisons économiques. Après, il a commencé seul le magazine ZazaPress en avril 2000.
Depuis 2002, il travaille à la réadaptation au bureau d'emploi Globen à Stockholm.